# McLaren Artura
McLaren Artura – hybrydowy supersamochód klasy średniej produkowany pod brytyjską marką McLaren w 2021 roku.

## Historia i opis modelu

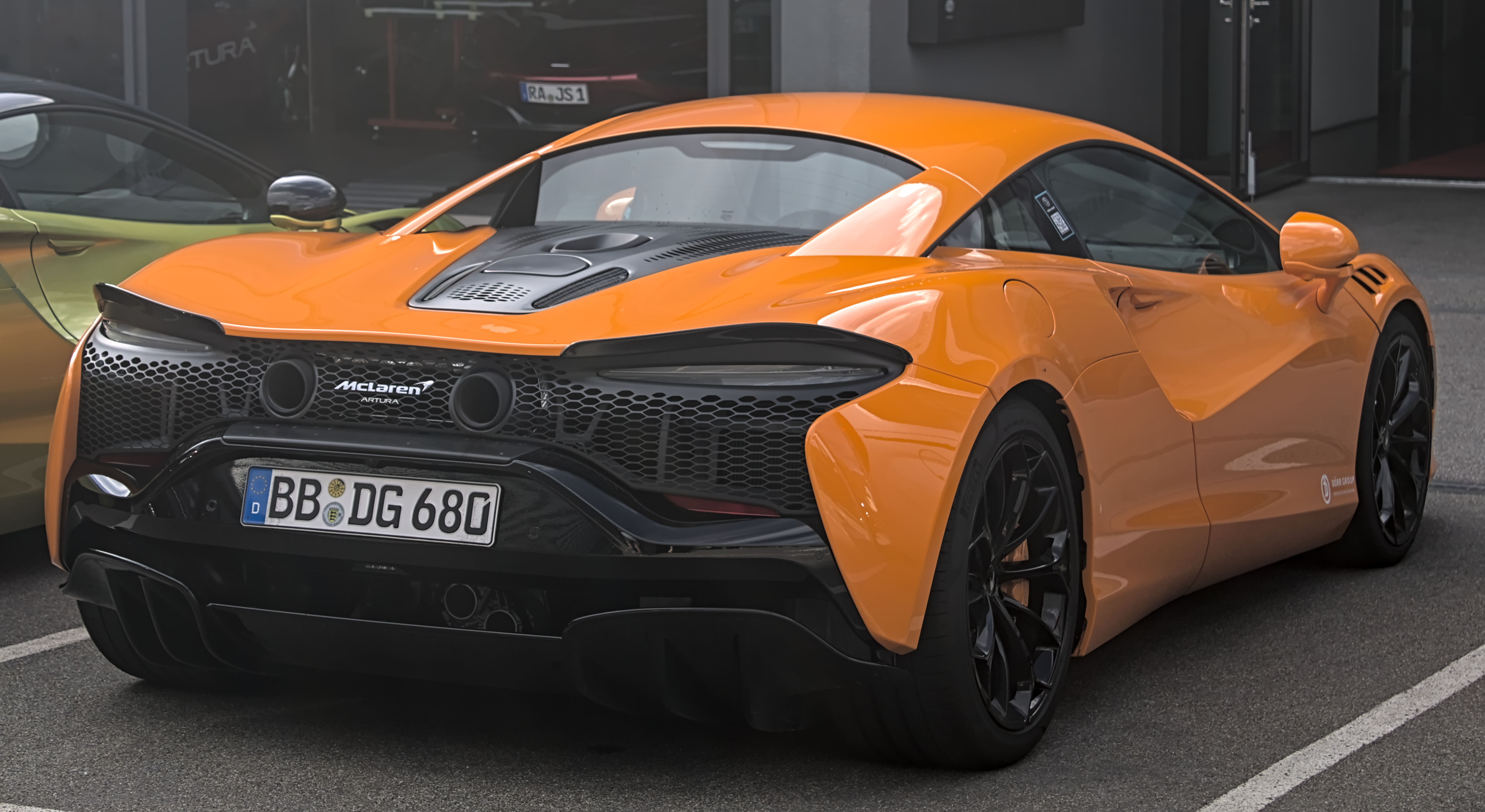
McLaren Artura - tył

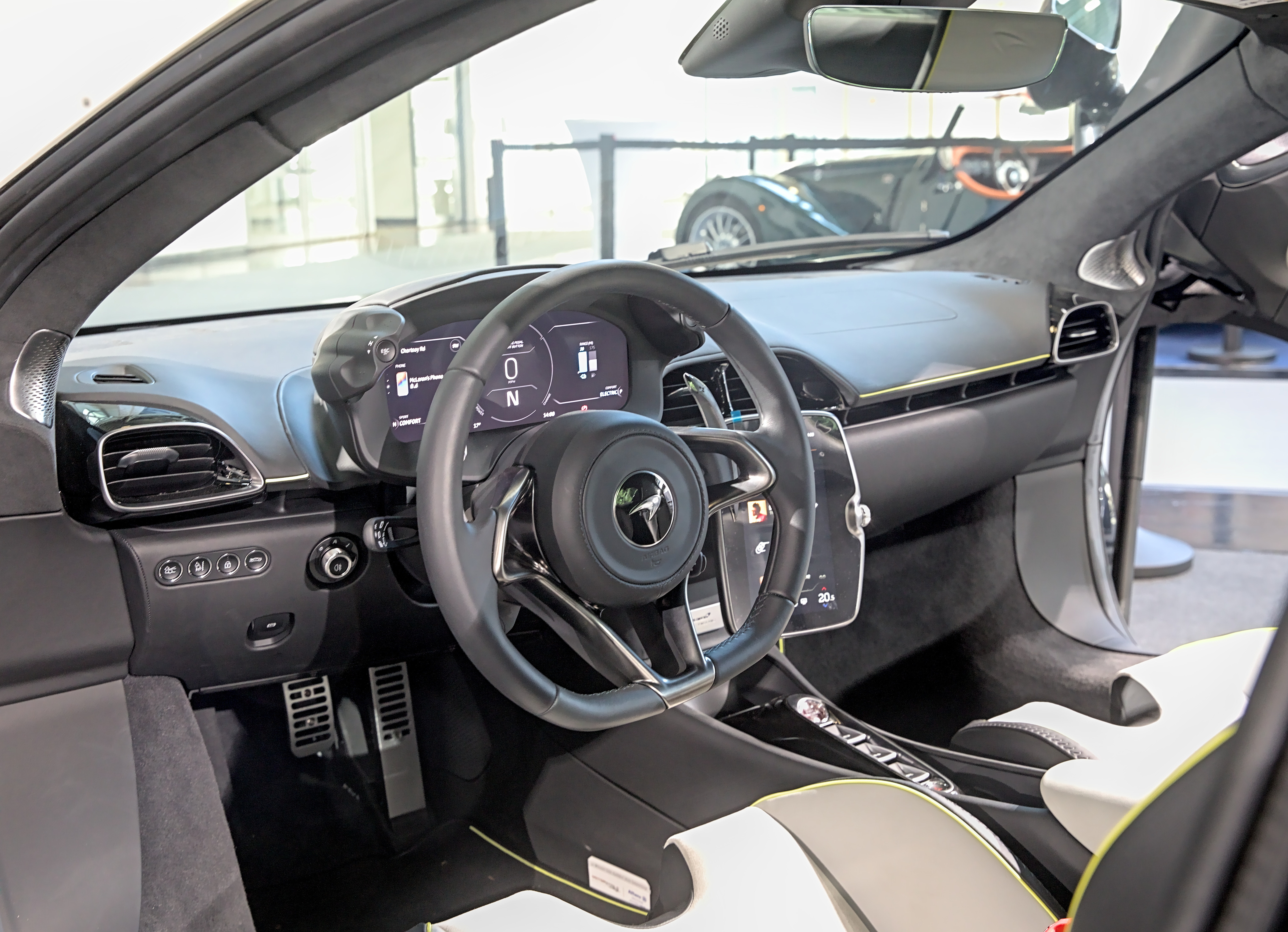
McLaren Artura - kokpit

W lutym 2021 roku McLaren przedstawił nową generację najmniejszego i najtańszego modelu w ofercie, prezentując model Artura zastępujący dotychczasową linię modelową McLaren 570S. 
McLaren Artura przeszedł ewolucyjny zakres zmian wizualnych w stosunku do poprzednika, zyskując smuklejsze linie nadwozia, węższe i ostrzej zarysowane reflektory, a także charakterystyczną tylną część nadwozia z wąskimi lampami oraz obszernym wlotem powietrza. Samochód oparto na nowej platformie McLaren Carbon Lightweight Architecture, z kolei nadwozie wykonano z mieszanki aluminium i włókna węglowego. Dzięki wykorzystaniu nowej generacji architektury, Artura jest sztywniejsza i lżejsza od innych platform wykonanych z włókna węglowego, które stosowane są w starszych modelach McLarena. W ten sposób wagę pojazdu udało się obniżyć do 1498 kg.
W kabinie pasażerskiej zastosowano system inforozrywki MIS II nowej generacji, który sterowany jest za pomocą centralnie umieszczonego ekranu dotykowego. Zastosowane zostały także sportowe fotele Clubsport łączące elastyczność z właściwościami foteli kubełkowych.

### Sprzedaż
McLaren rozpoczął zbieranie zamówień na Arturę tuż po premierze, w lutym 2021 roku, wskazując jednocześnie, że pierwsze egzemplarze zostaną dostarczone do klientów w III kwartale tego samego roku. Samochód oferowany jest w trzech wariantach wyposażenia.

### Dane techniczne
McLaren Artura jest samochodem o napędzie hybrydowym typu plug-in, którego sam producent określa jako High-Performance Hybrid. Spalinowo-elektryczny układ tworzy silnik typu V6, który charakteryzuje się pojemnością 3 litrów i mocą 585 KM. Dodatkowo, samochód wyposażono w silnik elektryczny o mocy 95 KM, a łączna moc napędu to 680 KM.  McLaren Artura rozwija 100 km/h w 3 sekundy i rozpędza się do 300 km/h, a zasięg w trybie elektrycznym wynosi 30 kilometrów.